# Dicliptera speciosa
Dicliptera speciosa är en akantusväxtart som beskrevs av Wilhelm Sulpiz Kurz. Dicliptera speciosa ingår i släktet Dicliptera och familjen akantusväxter. Inga underarter finns listade i Catalogue of Life.